# Aleksandr Arekejev
Aleksandr Arekejev (ryska: Александр Викторович Арекеев; född 12 oktober 1982 i Izjevsk, är en professionell rysk tävlingscyklist. Han blev professionell 2004 med Acqua & Sapone, och stannade med dem till och med 2008. Under säsongen 2010 tävlade han för det ryska Katusha Continental Team.
Arekejev slutade trea i juniorvärldsmästerskapens linjelopp 2000.

## Karriär

### Amatörkarriär
Han slutade trea i juniorvärldsmästerskapens linjelopp 2000 efter nyzeeländaren Jeremy Yates och italienaren Antonio Bucciero. Samma år vann han juniortävlingen Giro della Lunigiana.
Under året 2002 slutade han trea i U23-tävlingen Giro Del Canavese - Trofeo Sportivi Valperghesi bakom Ivan Ravaioli och Enrico Franzoi. Året därpå slutade han trea på etapp 5 av Giro delle Regione bakom ukrainaren Denys Kostjuk och den australisk cyklisten Lee Godfrey.

### Professionell karriär
På Fredsloppet 2006 slutade Aleksandr Arekejev trea på etapp 8 bakom Torsten Schmidt och Andrus Aug.
Han tog sin första etappseger som professionell när han vann etapp två av Tirreno-Adriatico 2007 framför Daniele Contrini och Sven Krauss. Alexandr Arekejev vann bergspristävlingen på Giro del Trentino 2005. Under säsongen 2007 bar Arekeev den vita ungdomströjan i Giro d'Italia 2007 under två dagar. Han lämnade tävlingen under etapp 14.
Aleksandr Arekejev slutade på femte plats på de ryska nationsmästerskapens linjelopp 2008.
Inför säsongen 2009 lämnade ryssen Italien och proffslaget Acqua & Sapone. Men under året hittade han inget nytt stall, men fick vänta till säsongen 2010 innan han började tävla för det ryska stallet Katusha Continental Team. Under säsongen slutade han på tredje plats på ryska nationsmästerskapens tempolopp.

## Meriter
2000
Giro della Lunigiana, junior
3:a, Juniorvärldsmästerskapens linjelopp
2002
3:a, Giro Del Canavese-Trofeo Sportivi Valperghesi, U23
2003
3:a, etapp 5, Giro delle Regione, U23
2005
Bergspristävlingen, Giro del Trentino
2006
3:a, etapp 8, Fredsloppet
2007
Etapp 2, Tirreno-Adriatico
2010
3:a, Ryska nationsmästerskapen - tempolopp

## Stall
- 2004-2008 Acqua & Sapone
- 2010 Katusha Continental Team